# Because You Loved Me
«Because You Loved Me» (с англ. — «Потому что ты любил меня») — песня, записанная канадской певицей Селин Дион для её четвёртого англоязычного студийного альбома Falling into You (1996). Он был выпущен 19 февраля 1996 года как первый сингл в Северной Америке и как второй сингл в Великобритании 20 мая 1996 года. Песня была написана Дианой Уоррен и спродюсирована Дэвидом Фостером, она послужила главной музыкальной темой в фильме «Близко к сердцу».
Песня получила признание критиков и стала мировым хитом, заняв первое место в США, Канаде и Австралии и войдя в десятку лучших во многих других странах. Только в США было продано более двух миллионов экземпляров. Композиция получила премию Грэмми за лучшую песню, написанную для визуальных медиа, и была номинирована на премию Грэмми в категориях Запись года, Песня года и Лучшее женское поп-вокальное исполнение. Она также была номинирована на премию Оскар и Золотой глобус. За первые шесть месяцев существования сингла по всему миру было продано более пяти миллионов копий.

## История создания
Песня была написана Дайан Уоррен и спродюсирована Дэвидом Фостером. И Уоррен, и Фостер работали с Дион над её предыдущими англоязычными альбомами. Песня представляет собой поп-балладу в стиле даунтемпо, в которой певица благодарит верного любимого человека за то, что он направлял, поощрял и защищал её на протяжении всей жизни и делал её такой, какая она есть сегодня. Уоррен сказала, что эта песня была написана, как дань уважения её отцу. Она стала главной музыкальной темой песни из фильма «Близко к сердцу» с Робертом Редфордом и Мишель Пфайффер в главных ролях. Однако, не была включена в саундтрек фильма. Песня была выпущена в качестве первого сингла с альбома Falling into You в Северной Америке.
Песня написана в тональности ре мажор с медленным темпом 60 ударов в минуту. Вокал Дион в песне варьируется от A♭3 до E♭5. Финальный припев звучит в ми-мажоре.

## Критика
Песня получила положительные отзывы большинства музыкальных критиков. Газета The Advocate описала её как балладу и эмоциональные американские горки. Старший редактор AllMusic Стивен Томас Эрлевайн также высоко оценил её. Ларри Флик из Billboard написал, что композиция изобилует грандиозной романтикой. Другой редактор Billboard, Пол Верна, также выделил её. Дэйв Шолин из The Gavin Report написал: Как насчет такого смелого предсказания: это будет один из первых главных хитов 1996 года! Газета Hartford Courant отметила её как шикарную песню о любви. Music Week оценила песню на пять баллов из пяти, добавив, что она трогает за живое. Стивен Холден из The New York Times похвалил песню. Издание Richmond Times-Dispatch выбрало «Because You Loved Me» как одну из лучших песен альбома Falling into You. Кристофер Смит из TalkAboutPopMusic описал её как красивую, проникновенную балладу в её собственном неподражаемом стиле и отметил, что Дион включает власть над финальными припевами.

## Музыкальное видео
На песню было снято музыкальное видео, в котором Дион поет в редакции, окруженной несколькими телевизионными мониторами (где происходит большая часть фильма), перемежающимися клипами из фильма «Близко и лично». Фильм был снят режиссёром Кевином Брэем в январе 1996 года и выпущен в марте 1996 года.
На пике популярности песни она была исполнена во время весенней игры футбольной команды Небраска Корнхускерс 20 апреля 1996 года для футбольного видеоролика, посвященного квотербеку Бруку Беррингеру, который погиб двумя днями ранее в авиакатастрофе.

## Трек-лист
| №  | Название               | Длительность |
| -- | ---------------------- | ------------ |
| 1. | «Because You Loved Me» | 4:33         |
| 2. | «If You Asked Me To»   | 3:55         |

| №  | Название               | Длительность |
| -- | ---------------------- | ------------ |
| 1. | «Because You Loved Me» | 4:33         |
| 2. | «I Don't Know»         | 4:38         |

| №  | Название               | Длительность |
| -- | ---------------------- | ------------ |
| 1. | «Because You Loved Me» | 4:33         |
| 2. | «To Love You More»     | 5:29         |

| №  | Название                                        | Длительность |
| -- | ----------------------------------------------- | ------------ |
| 1. | «Because You Loved Me»                          | 4:33         |
| 2. | «I Don't Know»                                  | 4:38         |
| 3. | «Pour que tu m'aimes encore»                    | 4:14         |
| 4. | «Le ballet»                                     | 4:25         |
| 5. | «The Power of the Dream» (second pressing only) | 4:30         |

| №  | Название                                   | Длительность |
| -- | ------------------------------------------ | ------------ |
| 1. | «Because You Loved Me»                     | 4:32         |
| 2. | «Nothing Broken but My Heart» (Radio Edit) | 4:11         |
| 3. | «Next Plane Out»                           | 4:54         |
| 4. | «If You Asked Me To»                       | 3:52         |

| №  | Название                 | Длительность |
| -- | ------------------------ | ------------ |
| 1. | «Because You Loved Me»   | 4:33         |
| 2. | «The Power of the Dream» | 4:30         |
| 3. | «Think Twice»            | 4:47         |
| 4. | «Le fils de Superman»    | 4:32         |

| №  | Название                          | Длительность |
| -- | --------------------------------- | ------------ |
| 1. | «Because You Loved Me»            | 4:32         |
| 2. | «To Love You More»                | 5:29         |
| 3. | «All by Myself» (Spanish Version) | 5:12         |
| 4. | «Think Twice»                     | 4:43         |

## Чарты
| Чарт(1996)                                 | Высшая позиция |
| ------------------------------------------ | -------------- |
| Австралия (ARIA)                           | 1              |
| Австрия (Ö3 Austria Top 40)                | 18             |
| Бельгия/Фландрия (Ultratop 50)             | 5              |
| Бельгия/Валлония (Ultratop 50)             | 12             |
| Canada (The Record Hit Parade Chart)       | 1              |
| Canada (The Record Contemporary Hit Radio) | 4              |
| Канада (RPM Top Singles)                   | 2              |
| Канада (RPM Adult Contemporary)            | 1              |
| Europe (European Hot 100 Singles)          | 6              |
| Europe (Adult Contemporary)                | 3              |
| Франция (SNEP)                             | 19             |
| Германия (GfK)                             | 13             |
| Hungary (Single Top 40)                    | 6              |
| Hungary (Rádiós Top 40)                    | 2              |
| Iceland (Íslenski Listinn Topp 40)         | 4              |
| Ирландия (IRMA)                            | 2              |
| Нидерланды (Dutch Top 40)                  | 4              |
| Нидерланды (Single Top 100)                | 4              |
| Новая Зеландия (Recorded Music NZ)         | 3              |
| Poland (ZPAV Airplay)                      | 10             |
| Quebec (ADISQ)                             | 1              |
| Шотландия (Scottish Singles Chart)         | 4              |
| Spain (Top 40 Radio)                       | 22             |
| Швеция (Sverigetopplistan)                 | 24             |
| Швейцария (Schweizer Hitparade)            | 3              |
| Великобритания (UK Singles Chart)          | 5              |
| США (Billboard Hot 100)                    | 1              |
| США (Billboard Adult Contemporary)         | 1              |
| США (Billboard Adult Top 40)               | 1              |
| США (Billboard Hot R&B/Hip-Hop Songs)      | 41             |
| США (Billboard Mainstream Top 40)          | 1              |
| США (Billboard Rhythmic)                   | 4              |

| Чарт(1996)                            | Позиция |
| ------------------------------------- | ------- |
| Australia (ARIA)                      | 3       |
| Belgium (Ultratop 50 Flanders)        | 21      |
| Belgium (Ultratop 50 Wallonia)        | 64      |
| Canada Top Singles (RPM)              | 5       |
| Canada Adult Contemporary (RPM)       | 1       |
| Europe (European Hot 100 Singles)     | 39      |
| France (SNEP)                         | 64      |
| Germany (Official German Charts)      | 31      |
| Iceland (Íslenski Listinn Topp 40)    | 51      |
| Netherlands (Dutch Top 40)            | 16      |
| Netherlands (Single Top 100)          | 35      |
| New Zealand (Recorded Music NZ)       | 10      |
| Sweden (Sverigetopplistan)            | 75      |
| Switzerland (Schweizer Hitparade)     | 20      |
| UK Singles (OCC)                      | 27      |
| US Billboard Hot 100                  | 3       |
| US Adult Contemporary (Billboard)     | 2       |
| US Adult Top 40 (Billboard)           | 4       |
| US Mainstream Top 40 (Billboard)      | 6       |
| US Rhytmic (Billboard)                | 16      |
| US Top Soundtrack Singles (Billboard) | 1       |

| Чарт(1990—1999)      | Позиция |
| -------------------- | ------- |
| US Billboard Hot 100 | 18      |

| Чарт(1958—2018)      | Позиция |
| -------------------- | ------- |
| US Billboard Hot 100 | 152     |

## Сертификации
| Регион | Сертификация  | Продажи   |
| --- | ------------- | --------- |
| Австралия (ARIA) | 2× Платиновый | 140 000^  |
| Дания (IFPI Danmark) | Золотой       | 45 000    |
| Франция | —             | 183,000   |
| Германия (BVMI) | Золотой       | 250 000^  |
| Новая Зеландия (RMNZ) | Платиновый    | 10 000*   |
| Великобритания (BPI) | Платиновый    | 600 000   |
| США (RIAA) | 2× Платиновый | 2,047,000 |
| * Данные о продажах приведены только на основе сертификации. · ^ Данные о тиражах приведены только на основе сертификации. · Данные о продажах + прослушиваниях приведены только на основе сертификации. |               |           |